# ملكة جمال أمريكا 2018
مسابقة ملكة جمال أمريكا 2018 هي مسابقة ملكة جمال أمريكا الواحدة والتسعين في تاريخ مسابقة، رغم أن منظمة ملكة جمال أمريكا احتفلت بالذكرى السنوية 97 لتأسيسها في عام 2017. ويعزى هذا التناقض إلى عدم وجود مسابقة ملكة وطنية من 1928 إلى 1932 أو في عام 1934 بسبب المشكلات المالية المرتبطة بالكساد الكبير. عقدت المسابقة 2018 في قاعة بورد ووك في أتلانتيك سيتي، نيو جيرسي يوم الأحد، 10 سبتمبر 2017. كانت هذه أول مسابقة ملكة جمال أمريكا التي تقام في أتلانتيك سيتي منذ نقل مقر منظمة ملكة جمال أمريكا إلى قاعة برودواك.

## النتائج

### المراكز النهائية
| النتائج النهائية      | اسم المتنافسة                                                                            |
| --------------------- | ---------------------------------------------------------------------------------------- |
| ملكة جمال أمريكا 2018 | - داكوتا الشمالية - كارا موند                                                            |
| الوصيفة الأولى        | - ميزوري - جنيفر ديفيس                                                                   |
| الوصيفة الثانية       | - نيو جيرسي - كايتلين شوفيل                                                              |
| الوصيفة الثالثة       | - مقاطعة كولومبيا - بريانا كينزي                                                         |
| الوصيفة الرابعة       | - تكساس - مارجانا وود                                                                    |
| أفضل 7                | - ألاباما - جيسيكا بروكتر - لويزيانا - لاريسا بوناكويستي                                 |
| أفضل 10               | - بنسلفانيا - كاتي شراكينغاست - كارولاينا الجنوبية - سوزي روبرتس - فرجينيا - سيسيلي ويبر |
| أفضل 12               | - جورجيا - اليسا بيسلي - تينيسي - كاتي ديفيس                                             |
| أفضل 15               | - ألاسكا - أنجلينا كلابريتش - إلينوي - آبي فوستر § - نيو مكسيكو - تايلور ري              |

§ اختيار أمريكا